# Дева Кипра
Дева Кипра (р. ок. 1177 г.), возможно Беатрисса или Мария — дочь императора Кипра Исаака Комнина и армянской принцессы. Её настоящее имя точно неизвестно, известна как «Дева Кипра».
С 1182 по 1184 г. была заложницей в Антиохийском княжестве. В 1191 году в ходе захвата Кипра английским королём Ричардом I была взята в плен, в котором находилась до 1194 г. и в ходе которого путешествовала по Святой Земле, Италии и Франции. После освобождения осталась во Франции. В 1199 или 1200 г. вышла замуж за графа Тулузы Раймунда VI, с которым развелась в конце 1202 или начале 1203 г., когда вышла замуж за Тьерри Фландрского, который пытался претендовать на Кипр от её имени. После этой неудачной затеи пара отправилась в Армению, её дальнейшая судьба неизвестна.

## Имя
Дева Кипра указывается в современных ей хрониках и документах как «дочь Исаака» (filia Isaaci) или «дочь императора [Кипрского]» (filia imperatoris [Cypri], fille de l’Empereor de Chypre). В хрониках, в которых упоминается её второй брак, имя её мужа не указано, хотя его личность можно установить на имевшейся информации.
Випертус Рудт де Колленберг предполагает, что дочерью Исаака может быть domicella (девица) Беатриче, которая указана первой среди женщин-бенефициаров завещания королевы Сицилии и третьей жены Раймонда Тулузского Иоанны Английской в 1199 г. Она получила большую сумму в 200 марок, в то время как другие дамы получили 140 марок (Алиса), 100 (Елисавета), 60 (Филиппа) и 15 (Малекакша). Она и Алиса также унаследовали два сундука в Вердене и их содержимое. Титул домичелла (уменьшительное от леди) подразумевает незамужнюю девушку благородного происхождения. Имя Беатрис подошло бы дочери Исаака, поскольку обе её прабабушки и дедушки по материнской линии носили это имя: Беатрис Сонская и дочь графа Гуго Ретельского. Её прапрабабушку, дочь правителя Киликии Констандина I, тоже звали Беатриче. Необычное греческое имя служанки Малекакша предполагает, что она могла быть взята из Кипра, и, возможно, была связана с Девой.
Джордж Джеффри называет её Марией без объяснения причин. Аннет Паркс временно использует Беатрис. Редакторы Матвея Парижского называли её Бургундией.

## Детство
Девочка родилась, вероятно, в 1177 или 1178 г. У неё был брат, чьё имя также неизвестно. Их родители, вероятно, поженились в 1175 или 1176 г. Родившийся между 1155 и 1160 гг. Исаак Комнин между 1173 и 1175 гг. был назначен наместником Киликии, её мать, чьё имя неизвестно, была дочерью принца Тороса II и дочери графа Эдессы Жослена II Изабеллы. Таким образом, Дева была связана с правящими семьями Византии, Армении и государства крестоносцев.
После начала войны между Византией и Арменией Исаак попал в плен (возможно, уже в 1176 г., и определённо к 1180 г.). В 1182 г. он был передан князю Антиохии Боэмунду III в ходе обмена пленными, ради чего передал ему своих детей в заложники для освобождения и получения выкупа. Когда окончательный платеж в размере 30 тыс. безантов был украден пиратами, он отказался повторно выплачивать его, и Дева с братом оставались заложниками ещё два года, когда были освобождены по государственным причинам ок. 1184 г. или ко времени падения Иерусалима в 1187 г. (по версии Роджера Ховеденского).
После смерти её брата между 1187 и 1191 гг., Дева осталась единственной наследницей Исаака. По словам Роджера Ховеденского, Комнин убил свою жену, а затем сына, но это крайне маловероятно. Его первая жена, вероятно, умерла к 1184 г. или предпочла остаться на родине, и в этом случае он получил бы развод. К 1191 г. он снова женился на незаконнорожденной дочери короля Сицилии Вильгельма I Злого.

## Пленение
С 1 по 22 мая 1191 г. Исаак Комнин воевал с направлявшимся в третий крестовый поход английским войском. Он угрожал Беренгарии, невесте короля Англии Ричарда I, и Ричард немедленно высадил войска и взял Лимасол, в то время как Исаак отступил после нескольких стычек. 16 мая они встретились, и Ричард потребовал, чтобы Исаак заплатил компенсацию, предоставил в его распоряжение смешанные силы кавалерии и пехоты и передал свою дочь и новую жену в качестве заложников. По словам Роджера Ховеденского, Ричарду должно было быть разрешено устроить брак своей дочери. Взамен Ричард отдал бы его на Кипр.[что?] Исаак отказался от этих условий и отступил на север. Пока Ричард лежал больным в Никосии, его союзник Ги де Лузиньян 21 мая напал на Киренийский замок «с суши и моря», узнав, что там находится дочь Исаака. Согласно Роджеру Ховеденскому и Chronique d’Ernoul, в которых Ричард находится в Кирении, Дева, которой было всего около четырнадцати лет, вышла из замка, упала к ногам Ричарда и сдалась сама, и сдала крепость. Ричард взял её за руку и помог подняться на ноги..
Согласно Itinerarium regis Ricardi узнав о захвате своей дочери, Исаак впал в отчаяние, «потому что очень любил её». Роджер Ховеденский писал: "Он любил [ее] больше, чем любое другое существо. Он сдался 31 мая или 1 июня.Нет никаких оснований для утверждения Х. В. К. Дэвиса о том, что Ричард угрожал убить свою пленницу, чтобы заставить Исаака сдаться. Поэт Амбруаз Нормандский описывает трогательное воссоединение отца и дочери в плену. 1 июня Ричард покинул Кипр, взяв с собой пленных в Акру..
Itinerarium описывает её как «молодую малышку» (juvenculam parvulam) во время её поимки. Chronica anonymi Laudunensis canonici также описывает её как красивую (speciosa). Радульф де Дисето даже счел нужным осудить тех, кто обвинял Ричарда в влечении к его пленнице. Согласно Itinerarium, Ричард поместил её «под стражу, чтобы её не увезли» (in custodiam ne forte raperetur), что подразумевает физическое заключение. The Chronique d’Ernoul и Histoire d’Eracles утверждается, что она была заключена в тюрьму в Маргате вместе со своим отцом, но Радульф говорит, что она «содержалась под почетной опекой в королевских покоях с двумя королевами», королевой Ричарда, Беренгарией, и его сестрой Жанной, вдовствующая королева Сицилии. Комментируя её поимку, Амбуаз также говорит, что её отправили к королеве не для содержания, а образования:
 И его юная дочь прекраснейшая

И прекрасная дева красоты редкой

Послал её к королеве, чтобы она

Вполне можно было бы научить и подобающим образом.
Хроники Третьего крестового похода отмечают постоянное присутствие «дочери Исаака» с двумя королевами. Все трое провели Рождество 1191 года в Тороне, а затем посетили Иерусалим. Они возвратились в Европу 29 сентября 1192 года. Сначала они отправились на Сицилию, куда также вернулась вторая жена Исаака. Там они узнали, что Ричард был заключен в тюрьму герцогом Австрии Леопольдом V. В сопровождении Стивена де Тернхэма они отправились в Рим, где присутствовали 9 апреля 1193 г.
Роджер Ховеденский отмечает, что Папа Целестин III с честью принял дочь императора Кипра. Они оставались в Риме до июня. Они уехали под эскортом кардинала Мелиора и направились через Пизу и Геную в Марсель, где их встретил король Альфонсо II Арагонский, чей брат Раймунд Беренгар был графом Прованса. Альфонсо сопровождал их через Прованс в графство Тулуза, где их сопровождал Раймонд Сен-Жиль, будущий граф Раймон VI, который позже женится на Жанне и Деве. Они прибыли в Пуатье в герцогство Аквитания в конце 1193 года..

## Освобождение
14 февраля 1193 г. в Вюрцбурге троюродный брат Исаака и герцог Австрии Леопольд заключил договор с императором Священной Римской империи Генрихом VI, по которому передавал Ричарда в плен, пока Исаак и его дочь не будут освобождены. 28 марта Ричард был передан, и договор вступил в силу. 26 июня Ричард подписал с Генрихом соглашение, которое включало в себя Вюрцбургские соглашения. Дева должна была быть передана Леопольду как опекуну одновременно с племянницей Ричарда Элеонорой Бретонской, которая была обручена с сыном Леопольда Фридрихом. Переговоры также предусматривали будущий брак Девы с её троюродным братом и младшим братом Фридриха Леопольдом VI. Ричард был освобожден 2 февраля 1194 г., что предположительно соответствует дате освобождения Исаака.
В 1194 году к Деве при дворе Беренгарии присоединились Элеонора Бретанская и Жанна, которая путешествовала между Шиноном и Руаном. Запись в списках казначейства Нормандии от 11 сентября 1194 г. фиксирует выплату 168 фунтов 12 шиллингов «дочери графа Бретани и дочери императора Кипра и их [совместной] семье». Осенью 1194 г. герцог Леопольд пожаловался Ричарду, что к нему ещё не прислали девушек.
В декабре 1194 года дева Кипра и Элеонора Бретонская отправились в Вену в сопровождении рыцаря Балдуина Бетюна. Когда последний узнал о смерти Леопольда 31 декабря, он по собственной инициативе вернул группу в Нормандию. На смертном одре Леопольд отказался от договора с Ричардом и предложил реституцию, чтобы заключить мир с отлучившей его за посадку в тюрьму крестоносца церковью. Сыновья герцога не были заинтересованы в браках, которые предусмотрел для них их отец. Балдуин и его группа вернулись в Нормандию весной 1196 г., что совпало со смертью Исаака в конце 1195 или начале 1196 г.

## Браки
Ничего не известно о перемещениях Девы в течение следующих пяти лет. Вероятно, она была с Жанной, которая в октябре 1196 г. стала третьей женой Раймонда VI Тулузского. Жанна умерла 24 сентября 1199 г., проведя последнюю часть своего брака на севере Франции. Histoire d’Eracles предполагает, что Дева оставалась в плену до 1199 г., что может быть связано с её постоянным проживанием с Жанной. После смерти Жанны она стала четвёртой женой Раймонда, вероятно, в 1199 или 1200 г. Редакционное замечание в Recueil des historiens des croisades о том, что она была простой наложницей, необоснованно. Брак упоминается в Eracles и Петром Сернейским, который ошибочно датирует его 1193—1196 годами.. Брак был расторгнут к 1203 г., и Раймонд вышел замуж в пятый раз в январе 1204 г. Причины расторжения брака неизвестны. Возможно, что, как и во втором браке, она вышла замуж, чтобы продвинуть свои претензии на Кипр, ожидая, что Раймонд уедет на восток.
Второй брак состоялся в Марселе зимой 1202—1203 годов. Она вышла замуж за одного из командующих фламандским флотом Четвертого крестового похода Тьерри Фландрского, что, скорее всего, было продиктовано её претензиями на Кипр. Флот не участвовал в нападении на Константинополь, а направился прямо в Святую Землю. Он остановился на Кипре, где Тьерри при поддержке своих людей потребовал остров на имя своей жены. Получив отказ от фактического короля Кипра Амори, большинство крестоносцев, включая Тьерри и его жену, отправились в Армению. Тьерри был в Константинополе в 1207 г., но неизвестно, была ли с ним его жена.
Возможно, литературный отголосок притязаний Тьерри и Девы на Кипр в vida трубадура Пейре Видаля, который адресовал стихи Евдокии Комнине и Гильому VIII де Монпелье и, возможно, пересекся с дочерью Исаака. Вида представляет собой короткий вымышленный отчет, написанный, вероятно, около 1240 года:

... [Тьерри] взял гречанку, которую ему выдали замуж на Кипре; и он утверждал, что она была племянницей императора Константинополя и через неё он должен иметь право на империю. Он собрал все, что мог, для постройки кораблей, чтобы отправиться завоевывать империю.